# Podstenice

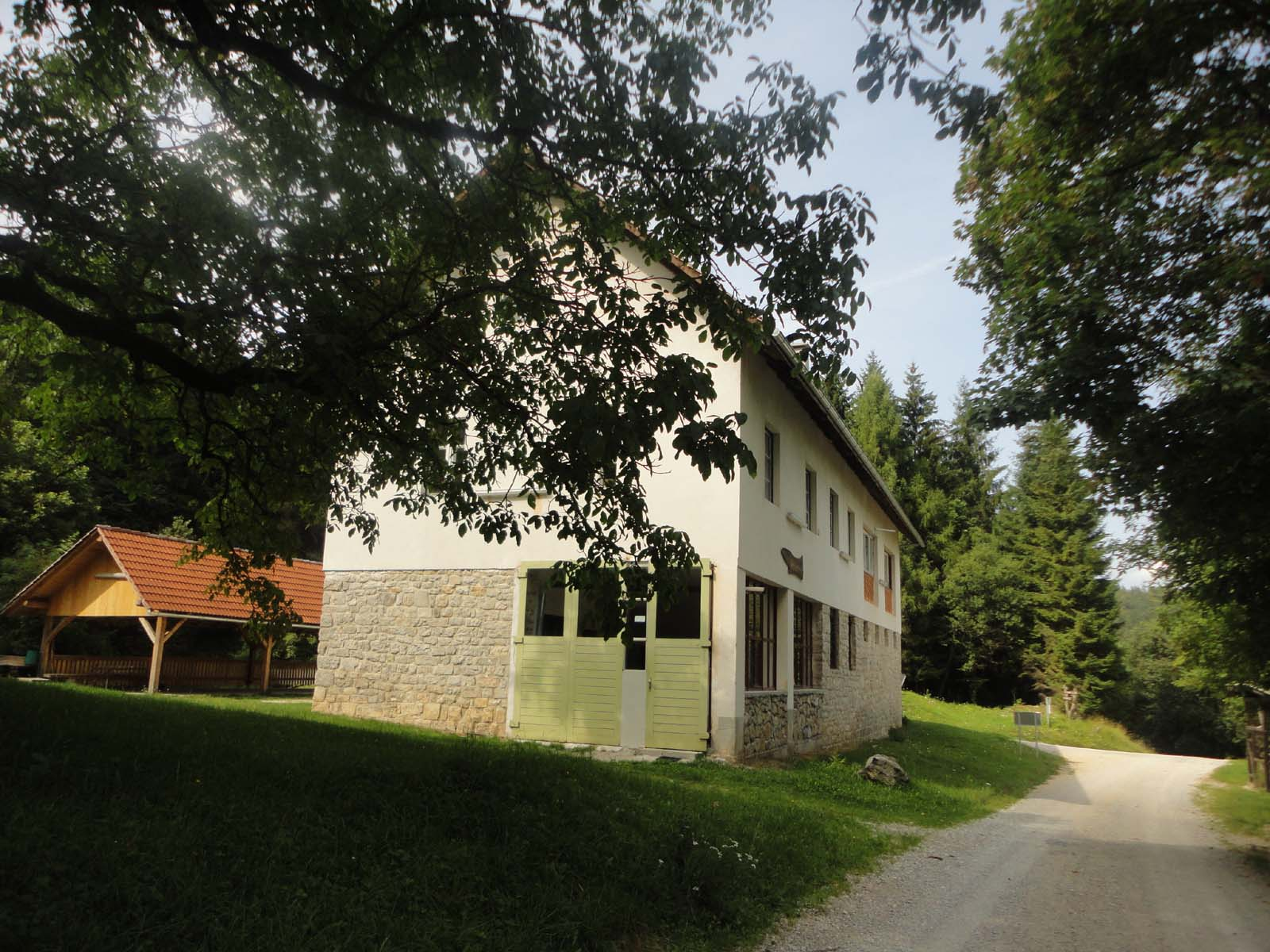
Imkerhaus im ehemaligen Ort Steinwand

Podstenice (ehemals Posterica, deutsch Steinwand) ist eine gewüstete Ortschaft auf dem Gebiet der slowenischen Gemeinde Dolenjske Toplice im Kočevski Rog (deutsch Hornwald). Steinwand war bis zur Vertreibung der Gottscheer in den Jahren 1941/1942 bewohnt. Das Dorf wurde 1942 bis auf wenige Gebäude niedergebrannt. Die Stelle ist über eine Straße von Podturn aus zu erreichen. Auf dem Gebiet von Podstenice liegen die heutigen Wüstungen Cink, Kunč und Pogorelec.

## Geschichte
Podstenice wurde in schriftlichen Quellen erstmals 1614 erwähnt. Im Jahr 1770 bestand das Dorf aus neun Häusern. Im Jahr 1888 wurde im Dorf eine Schule eingerichtet. Im Jahr 1936 hatte das Dorf 17 Häuser und 82 Einwohner (31 deutschsprachige, 31 slowenischsprachige und 20 aus sprachlich gemischten Haushalten).

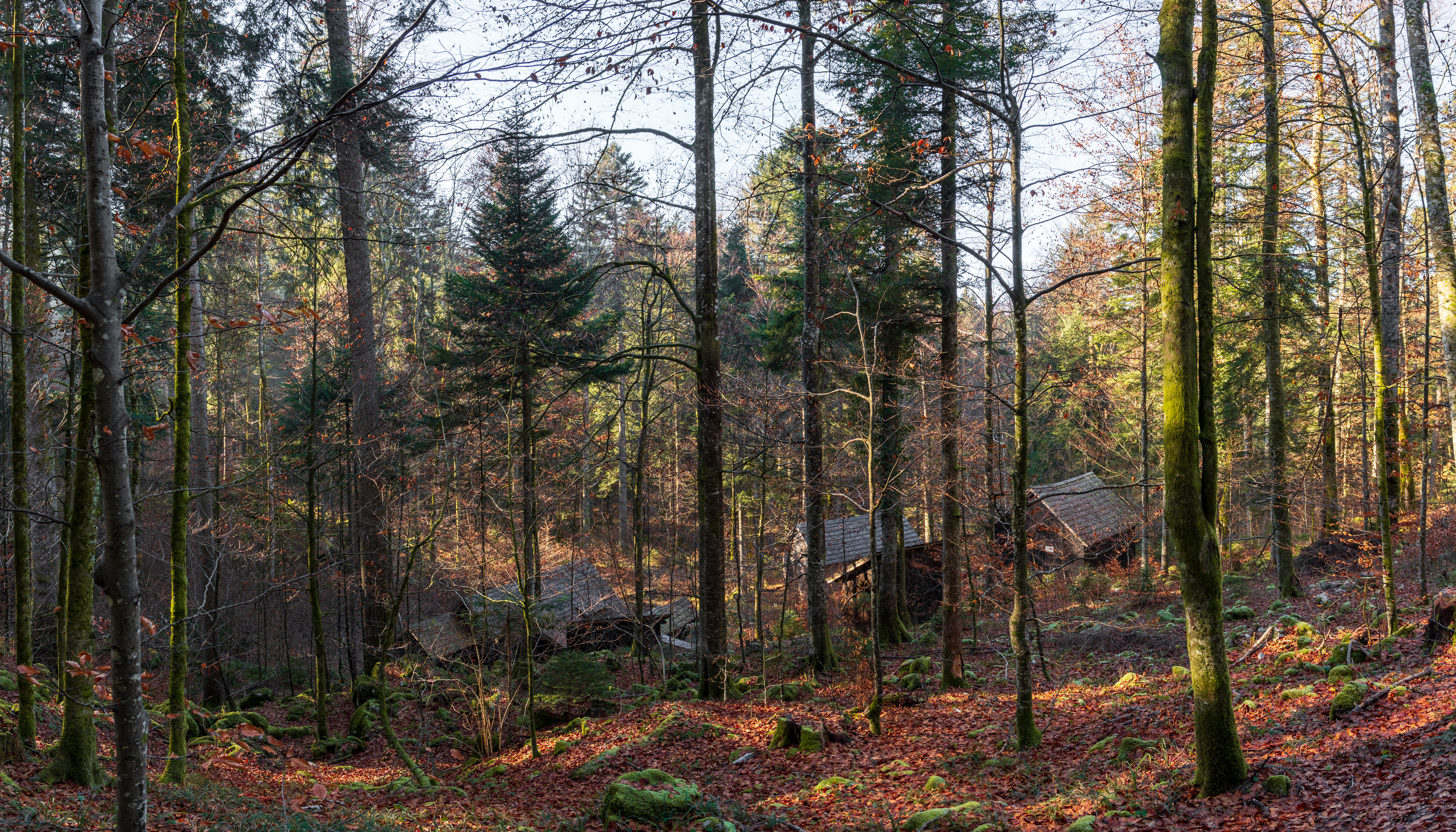
Baracken des Partisanenhospitals Jelendol

### Zweiter Weltkrieg
Das Slowenische Zentrale Partisanenkrankenhaus war geheimes Krankenhausnetzwerk der Jugoslawischen Volksbefreiungsarmee im Zweiten Weltkrieg.  Von den Gebäuden an ursprünglich 24 Standorten sind heute nur zwei erhalten, und zwar in Jelendol und  in Zgornji Hrastnik.
In Podstenice befinden sich drei bekannte Massengräber aus dem Zweiten Weltkrieg: die Massengräber an der Rog-Straße (slowenisch: Grobišče ob Roški cesti), der Rugarhang-Höhle (Grobišče Jama v Rugarskih klancih) sowie der Doppelschachthöhle beim Kreuz von Cink (Grobišče Dvojno brezno pri Cink križu) 

## Sehenswürdigkeiten
- Imkerei-Zentrum Steinwand (Čebelarski dom Podstenice)[5]
- Bilchenweg (Polharska pot) auf dem Pogorolec[6]
- Freilichtmuseum Kočevski Rog – Baza 20 (deutsch: Hornwald-Partisanenbasis 20)
- Partisanenlazarett Jelendol
- Kuntschner Eisgrotte (Ledena jama pri Kunču)[7]
- Tropfsteinhöhle Ahnenloch[8]
- Schachthöhle Cinkov križ
- Doppelschachthöhle beim Kreuz von Cink (Dvojno brezno pri Cink križu), Erinnerungsstelle für die Opfer des Hornwaldmassakers